# Бурштинова кімната

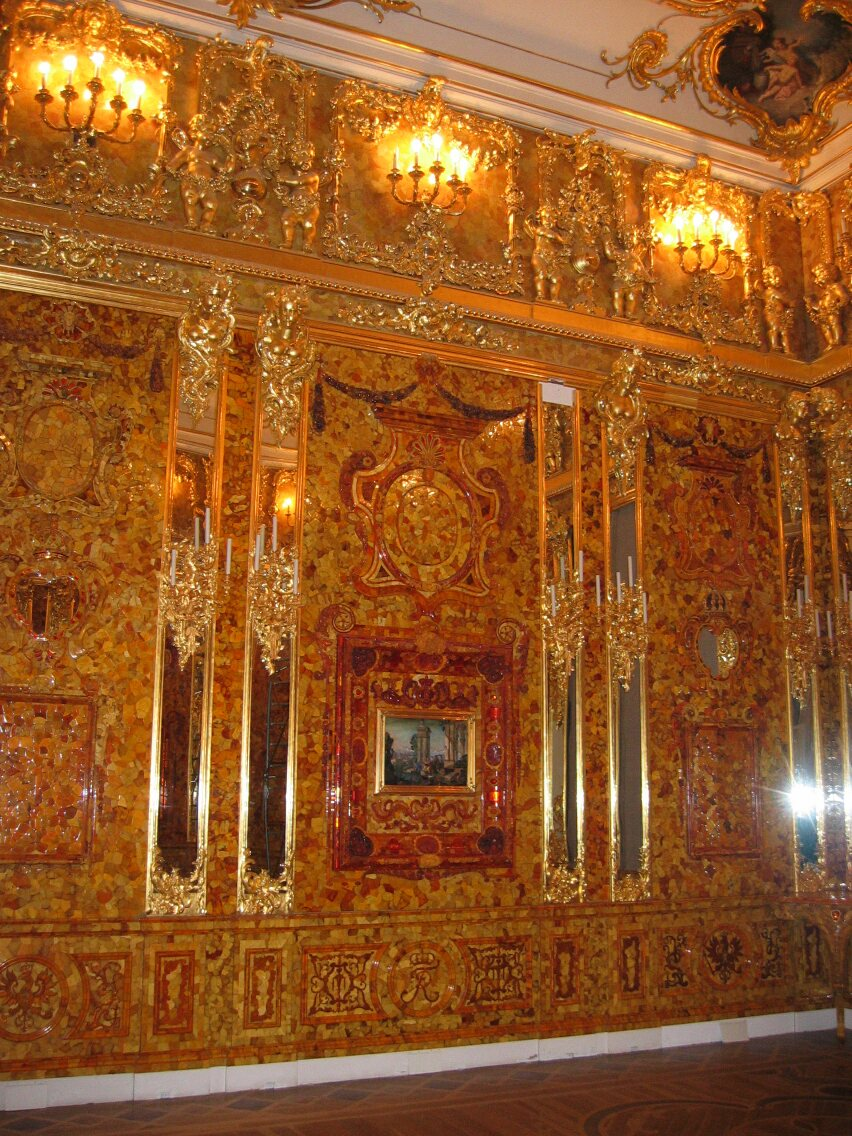
Відновлена Бурштинова кімната

Бурштинова кімната — знаменитий шедевр мистецтва XVIII ст., що безслідно зник під час Другої світової війни та не знайдений досі.
Створена німецькими та данськими майстрами для прусського короля Фрідріха I, згодом подарована Петру I, після чого вдосконалена під керівництвом Ф. Б. Растреллі. Вважалася перлиною літньої резиденції російських імператорів у Царському Селі. В оздобленні переважно використовувався бурштин. Шедевр складався з бурштинових панелей, прикрас та панно.

## Історія
Бурштинова кімната була створена майстром Андреасом Шлютером для прусського короля Фрідріха I. Коли в 1709 р. робота була завершена, погано закріплені бурштинові панно звалилися. Король розгнівався і вислав майстра з країни. Уже його син, король Фрідріх Вільгельм I подарував кабінет Петру I. Петро оцінив подарунок: «К(ороль) подарил меня изрядным презентом яхтою, которая в Потсдаме зело убранная, и кабинетом Янтарным, о чем давно желали» — писав він дружині Катерині.

## Відновлення кімнати майстернею Кедринського О. О
П'ять десятиліть після війни 1941–1945 рр. продовжувались пошуки пограбованого майна з палацових передмість Ленінграда. Серед зниклого — фонтанна скульптура «Самсон» з Петергофа, низка картин і меблів тощо. В переліку пограбованого і незнайденого була і Бурштинова кімната. Унікальний витвір німецьких майстрів початку 18 ст. був подарований російському царю Петру І в розібраному стані. Перетворення садиби Саарська миза на парадну резиденцію змінило і долю бурштинових панелей. Під конвоєм військових панелі вручну перенесли в новий палац імператриці в Царському Селі. Виявилось, що панелі менші за кімнату, де їх розмістили. Новий дизайн кімнати виконав Вартоломей Растреллі, заповнивши порожні місця золоченим деревом, новими панно з бурштину та картинами в техніці флорентійської мозаїки. Бурштину не вистачило на верхні смуги біля підлоги і його замінили на мальовничі імітації. В такому стані Бурштинова кімната і перебувала до нацистської навали 1941 р. Бурштин не належить до стійких декоративних матеріалів, тріскається, втрачає прозорість, іноді осипається. В кімнаті постійно проводили ремонти та реставрації (1833, 1865, 1893, 1897, 1933, 1937 роках).
Бурштинову кімнату не встигли демонтувати і відправити в тил. У вересні 1941 Вермахт зайняв Царське Село (30 кілометрів від Санкт-Петербурга) . 14 жовтня 1941 за вказівкою Розенберга Бурштинову кімнату демонтували за 36 годин, упакували в 28 ящиків і перевезли до Прусського музею Кенігсбергу, де 13 листопада відкрили експозицію в замку. Замок у серпні 1944 зазнав двох руйнівних бомбардувань британської авіації. Після захоплення Червоною армією замок 11 квітня 1945 був підпалений і вигорів впродовж декількох днів. Імовірно, у цей час була знищена Бурштинова кімната.
Пошуки кімнати за 50 років не мали позитивних результатів, хоча в порожню залу палацу повернули вироби з бурштину, картини в техніці флорентійської мозаїки і меблі на згадку про її втрачений декор. Згодом на рівні уряду  СРСР було прийняте рішення відновити кімнату за архівними даними та декількома фото. Проект відновлення створив Кедринський О. О. та його майстерня. Трудоміська реалізація проекту розтяглась з 1979 до 2003 року, потребувала кілограмів нового бурштину, відновлення технологій його різьби, фарбування до необхідних відтінків, шліфування, нових засобів фіксації. На колишні місця повернули картини в техніці флорентійської мозаїки і меблі, золочений декор за малюнками В. Растреллі і навіть колишні мальовничі смуги замінили на бурштинові. Через брак коштів у 1990-х роках роботи не проводились. 1997 року в Бремені знайшлась оригінальна настінна мозаїка з Бурштинової кімнати і майже одночасно з цим у Берліні — комод. Реконструкцію завершили завдяки німецькій компанії E.ON Ruhrgas, що надала 3.500.000 доларів. Була відкрита 31 травня 2003 канцлером Герхардом Шредером на честь 300-річного ювілею заснування Санкт-Петербурга.